# Burgstall Adelsdorf
Der Burgstall Adelsdorf bezeichnet eine abgegangene hochmittelalterliche Höhenburg vom Typus einer Turmhügelburg (Motte) bei 370 m ü. NHN auf dem Mauserbuck bei Adelsdorf, einem heutigen Gemeindeteil des Marktes Neuhof an der Zenn im mittelfränkischen Landkreis Neustadt an der Aisch-Bad Windsheim in Bayern.

## Geschichte
Die Turmhügelburg wurde vor 1100 von den Edelfreien von Adelsdorf, Ahnherren der Schlüsselberger, erbaut, es bestand bereits eine reichsunmittelbare Herrschaft Adelsdorf, die sie später mit der Turmhügelburg an das Hochstift Bamberg für 195 Mark Silber verkauften. Otto I. der Heilige, Fürstbischof von Bamberg, gab die Herrschaft Adelsdorf mit Burg 1132 an das Kloster Heilsbronn als Gründungsausstattung. Zerstörungen erlitt die Burg 1430 im Hussitenkrieg und 1525 im Bauernkrieg. Um 1666 wurden ihre Reste eingeebnet.